# Тосканелли (лунный кратер)
Кратер Тосканелли (лат. Toscanelli) — небольшой ударный кратер в области восточного побережья Океана Бурь на видимой стороне Луны. Название присвоено в честь флорентийского учёного в области астрономии, медицины, географии и математики Паоло Тосканелли (1397—1482) и утверждено Международным астрономическим союзом в 1976 г. 

## Описание кратера
Ближайшими соседями кратера Тосканелли являются кратер Волластон на севере-северо-востоке; кратеры Кригер и Ван Бисбрук на востоке-северо-востоке; кратер Вяйсала на юге и кратер Фрейд на юго-западе. На западе от кратера располагается пик Геродота; на западе-северо-западе - гряда Ниггли, борозда Агриколы и горы Агрикола; на севере, востоке и юго-востоке -  борозды Аристарха; на северо-востоке борозда Кригера; на юге уступ Тосканелли; на юго-западе долина Шрётера. Селенографические координаты центра кратера 27°58′ с. ш. 47°37′ з. д. / 27,96° с. ш. 47,61° з. д., диаметр 7,1 км, глубина 1300 м.
Кратер имеет циркулярную чашеобразную форму и практически не разрушен. Вал несколько сглажен, но сохранил четкие очертания, северная и южная часть вала имеют седловатые понижения, северная оконечность вала отмечена мелким кратером. Внутренний склон гладкий, с высоким альбедо. Высота вала над окружающей местностью достигает 260 м, объем кратера составляет приблизительно 14 км³. По морфологическим признакам кратер относится к типу ALC (по названию типичного представителя этого класса — кратера Аль-Баттани C).
До получения собственного наименования в 1976 г. кратер имел обозначение Аристарх C (в системе обозначений так называемых сателлитных кратеров, расположенных в окрестностях кратера, имеющего собственное наименование).

## Сателлитные кратеры
Отсутствуют.

## См.также
- Список кратеров на Луне
- Лунный кратер
- Морфологический каталог кратеров Луны
- Планетная номенклатура
- Селенография
- Минералогия Луны
- Геология Луны
- Поздняя тяжёлая бомбардировка